# Пјан Кастања (Торино)
Пјан Кастања је насеље у Италији у округу Торино, региону Пијемонт.
Према процени из 2011. у насељу је живело 29 становника. Насеље се налази на надморској висини од 558 м.